# Cerchio (araldica)
Cerchio è un termine utilizzato in araldica per indicare una figura araldica circolare, come di piastra, o stoffa tagliata da due circoli concentrici.
Molti lo blasonano con il termine ciclamoro, chiaramente derivato dall'originale francese. Ci si riferisce, comunque, sempre ad una figura di grandi dimensioni che si trova da sola negli scudi, senza che altre la accompagnino. Taluni ritengono possa rappresentare l'anello al quale venivano assicurate le galee antiche.

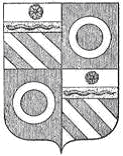
Cerchi d'argento in campo rosso
D'azzurro, al ciclamoro d'argento (stemma di Schwetzingen, Germania)
Partito d'argento e di rosso, al ciclamoro dall'uno all'altro (Bettens, Svizzera)
Di rosso, al ciclamoro di nero (Distretto di March, Svizzera)